# Eleanor McEvoy
Eleanor McEvoy (22 de enero de 1967 (58 años) es una de la mayores cantautoras contemporáneas de Irlanda. McEvoy Compuso la canción "Only a woman's heart",  título del álbum irlandés que se ha vendido mejor en la historia.

## Biografía
McEvoy, como música, empezó a la edad de cuatro años cuándo comenzó a tocar el piano. A la edad de ocho comenzó con el violín. Al acabar la escuela asiste al Trinity College de Dublín donde estudia música de día y trabaja en orquestas de foso y clubs de música por la noche.
McEvoy se graduó en el Trinity con un Grado de Honor en música y después estuvo cuatro meses enNueva York. En 1988, fue aceptada en la RTÉ National Symphony Orchestra donde permaneció cuatro años antes de dejarla para concentrarse en su trabajo como cantautora.
Empezó actuando en clubs de Dublín con su banda formada por Jim Tate en el bajo, Noel Eccles en la batería y Bill Shanley a la guitarra.
Un día de julio de 1992, cantó "Sólo el corazón de una Mujer" en una pequeña actuación. Mary Black estaba en la audiencia y la invitó a añadir la canción a un álbum de artistas irlandesas que se estaba preparando. El álbum posteriormente se tituló también El corazón de una Mujer y la canción salió como single.
Unos días antes de El corazón de una Mujer, Tom Zutaut A & R de Geffen, quién anteriormente fichó a Guns & Roses, Motley Crue, y Edie Brickell, ofreció a McEvoy un contrato mundial después de ver su actuación en El Baggot Inn de Dublín.
El álbum ha vendido casi un millón de copias en Irlanda y es el álbum irlandés más vendido de todos los tiempos.
Eleanor McEvoy, su álbum de debut, grabado en Windmill Lane Estudios, fue producido en febrero de 1993 y le siguieron giras en los Estados Unidos, Asia, y Europa. De vuelta en tierra irlandesa, McEvoy fue premiada como Best New Artist, Best New Performer, and Best Songwriter Awards por la Irish entertainment and music industries . En 2011, el cantante portugués Luis Represas incluyó una versión preciosa de Ir Ahora de McEvoy en su disco Reserva Especial.
El sello Columbia  de EE. UU. le ofreció un contrato nuevo y empezó trabajar en un segundo álbum, el cual finalmente sería titulado Qué está Siguiéndome? El álbum fue producido en 1996 y el sonido era más fuerte y grungier que el de su debut. La canción Precious Little subió al TOP-10 radio hit en Estados Unidos.
En casa, el éxito de El corazón de una Mujer continuó y desplazó un poco la atención del trabajo de la solista. Sus seguidores fueron un poco decepcionados con los elementos de rock del segundo álbum a pesar de valorar sus amargas letras y sus interpretaciones sensuales.

McEvoy publicó su tercer álbum Snapshots en 1999. El objetivo primario era hacer de Snapshots su mejor álbum hasta entonces. Para ello, McEvoy trabajó con el productor legendario Rupert Hine (quién trabajó con Stevie Nicks, Tina Turner, Suzanne Vega, y Duncan Jeque) y grabó el álbum en el  “Chateau de la Tour de Moulin” y en Estudios Metrópolis en Londres. El uso extenso de bucles de tambor era un cambio completo en el estilo de su trabajo anterior.

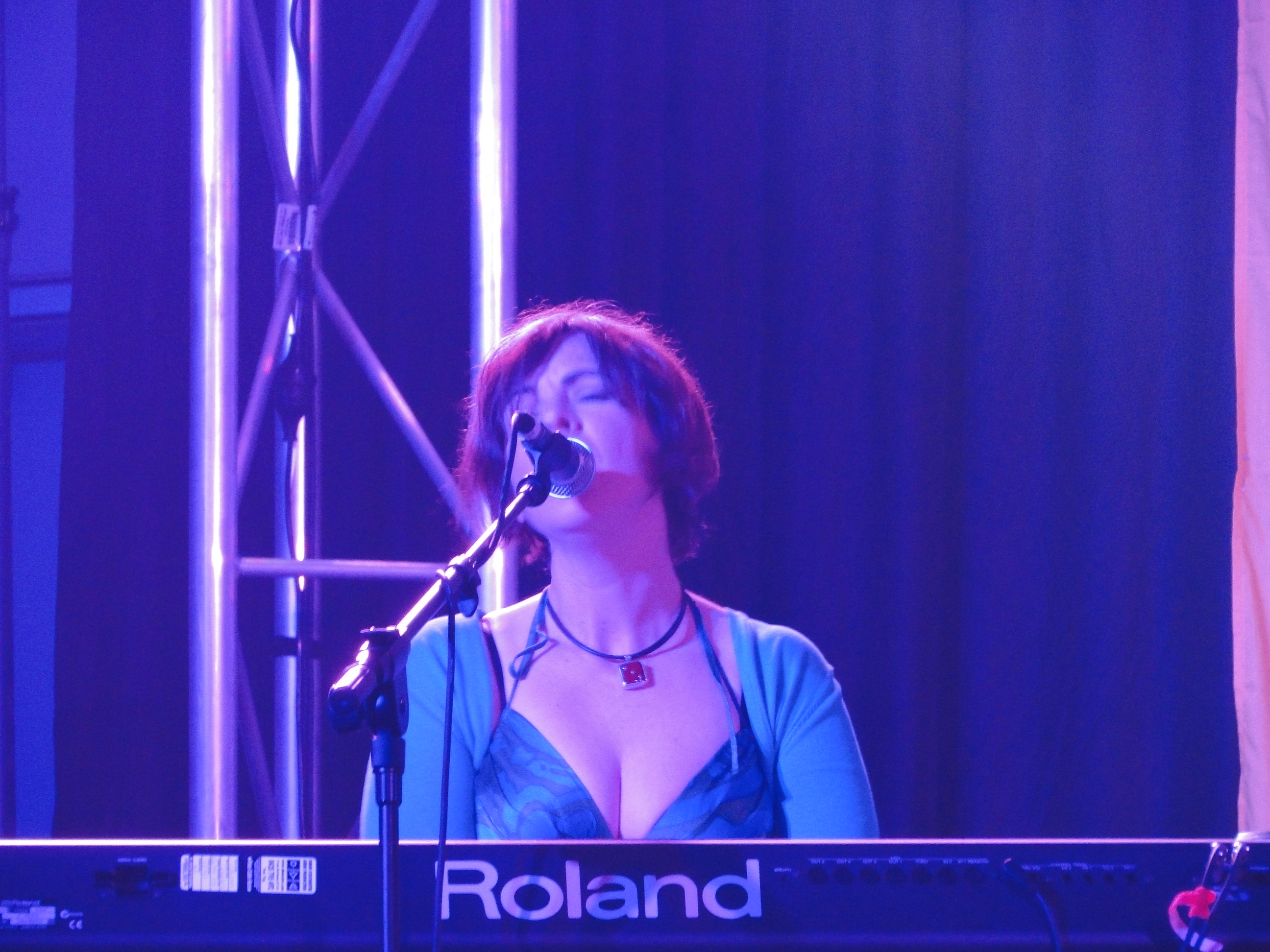
Eleanor McEvoy piano

El álbum fue saludado por buenas críticas en ambos lados del Atlántico. ”... Su voz sofisticada y compasiva... hace del álbum de Eleanor McEvoy una gema....” en El Globo de Boston, mientras The Sunday Times lo describió como “su álbum más fuerte hasta la fecha, con temas de temática social.

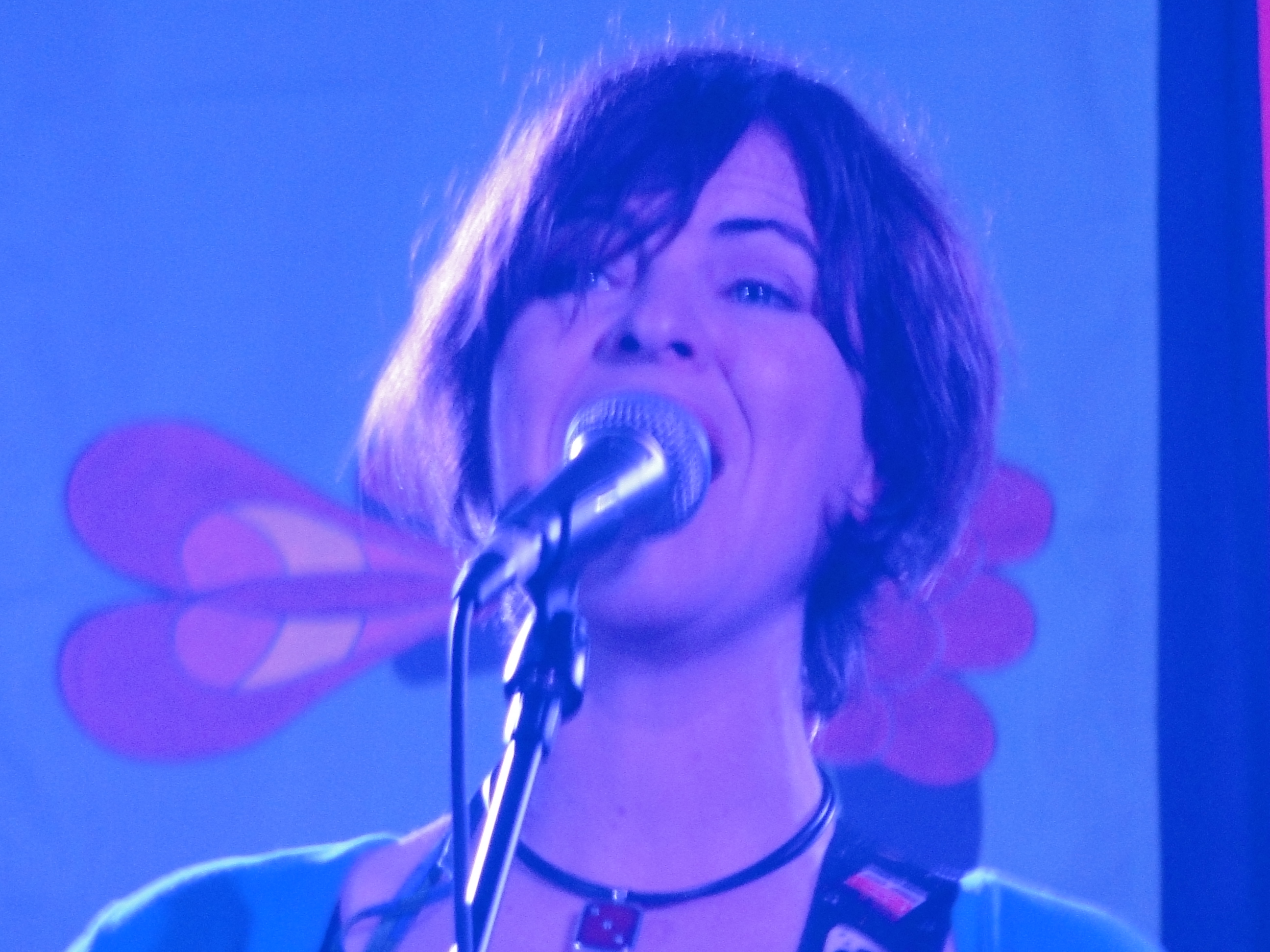
Eleanor McEvoy vocal

Cuando el siglo XX acabó, McEvoy tomó la decisión de sacar su cuarto álbum en un sello independiente. Yola era un punto de inflexión en su dirección musical. Publicado en 2001, refleja el estilo de jazz acústico, desarrollado en su etapa con Brian Connor. Para McEvoy era una salida nueva y encontró buena repercusión en los medios de comunicación musicales. La prensa musical irlandesa lo describió como .... "Su mejor álbum", "un rechazo valiente de lo previsible", "Fantásticamente atmosférico". La prensa internacional lo alabó como "una vuelta al triunfo", "un clásico", y "mejor trabajo de McEvoy hasta la fecha". Siguieron extensas giras por los EE. UU. y el Reino Unido. En 2002, Yola fue declarado  "Registro del Año" por Hi-Fi+ Magazine.
En marzo de 2004 se publicó Horas Tempranas, producido por McEvoy y Brian Connor. El álbum presentó a McEvoy en vocales, guitarra, y fiddle;  Connor en el piano, Fender Rhodes, Wurlitzer, Hammond órganos y teclados; Liam Bradley en percusión de caja y respaldando vocales; Calum McColl en guitarras y respaldando vocales; Nicky Scott en bajo; y Lindley Hamilton en trompetas. Horas tempranas continua el trabajo de audio de calidad que había sido establecido con Yola. Horas tempranas fue votado Mejor Álbum Contemporáneo 2004-2005, por los lectores de la Revista de Música Irlandesa.
McEvoy continuó actuando con Brian Connor hasta abril de 2005. Entonces empieza a actuar en solitario, acompañándose ella misma con guitarra acústica, guitarra eléctrica, mandolina y violín.
Su sexto álbum, Out There, fue grabado en The Grange Studio en Norfolk y publicado en los comienzos de 2007. Fue autoproducido y McEvoy toca todos los instrumentos con la excepción de una parte de guitarra en “Quote I Love You Unquote” tocada por Dave Rotheray y el drumming de Liam Bradley (Van Morrison, Ronan Keating) en tres pistas. McEvoy giró el álbum extensamente en Gran Bretaña, Irlanda, España y Australia en 2007 y a comienzos de 2008. En 2007 McEvoy obtuvo con Out There su segundo "Record of the Year" award from Hi-Fi+ Magazine.
Love Must Be Tough (MOSCD404, realizado en 2008),  su séptimo álbum, es diferente de los álbumes anteriores, donde todas las canciones eran propias. La mitad de las canciones del álbum son de otros autores. Típicamente, estas canciones estaban escritas por hombres y cantadas por hombres pero eran sobre mujeres. Entonces cantadas por una mujer, con el mínimo de alteración de las letras, las palabras expresan una historia nueva. 
En 2008 McEvoy obtuvo su tercer "Record of the Year" award from Hi-Fi+ Magazine
El álbum Singled Out fue publicado el 28 de septiembre de 2008. El álbum es una recopilación de singles tomados de sus cuatro álbumes galardonados e independientes anteriores. 
I'd Rather Go Blonde publicado el 20 de septiembre de 2010, es su octavo álbum. Este álbum muestra a McEvoy abordando temas como la alienación, la hipocresía y la historia irlandesa reciente. 
Alone, su noveno álbum, publicado el 12 de septiembre de 2011, es una colección de doce desnudos números en solitario. Es McEvoy en su encuadre más íntimo, transitando a través del viaje de su escritura y canto.
"If You Leave" su décimo álbum de estudio fue publicado el 6 de mayo de 2013.  Presenta ocho canciones nuevas y cuatro interpretaciones que incluyen God Only Knows, True Colors, and Lift The Wings from Riverdance. Grabado vivo en estudio con algunos de los mejores músicos de Irlanda este álbum de soulful muestra a McEvoy en un estilo bluesier y neo-retro. 

"STUFF" su undécimo álbum de estudio fue publicado el 21 de marzo de 2014.  McEvoy Escogió las canciones de su colección de mezclas, pistas de audiofilo y las canciones escritas y tocadas en discos de otros artistas.  Después el álbum entero fue remasterizado.

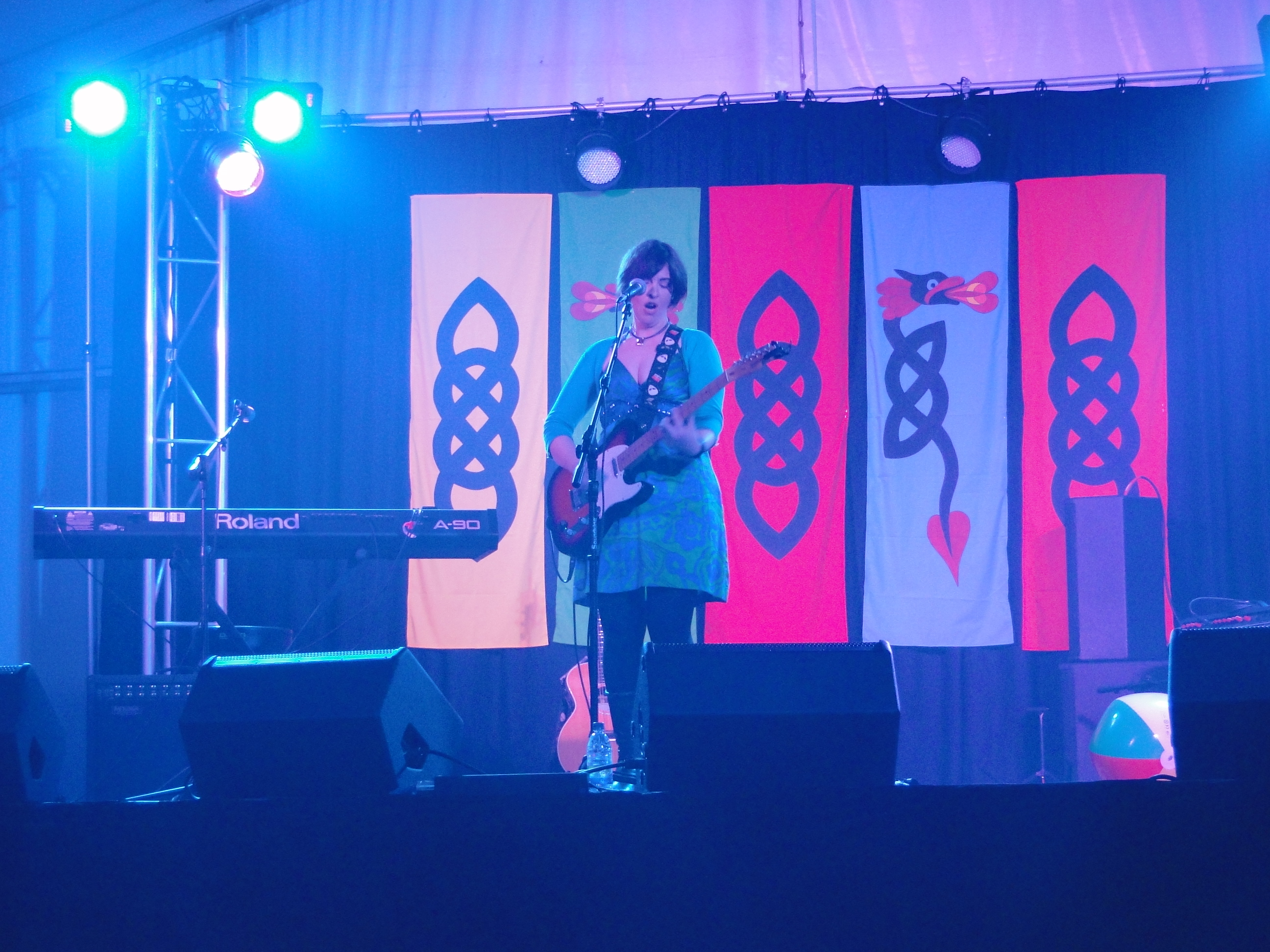
Eleanor McEvoy guitar

## Sólo el corazón de una Mujer
"Sólo el corazón de Una Mujer" escrito por McEvoy es la canción de título del álbum El corazón de Una Mujer qué fue el álbum irlandés más vendido de todos los tiempos.
La canción "Sólo el corazón de Una Mujer" ha sido versionado por numerosos artistas que incluyen:
- Emmylou Harris con Mary Black en el álbum Wonder Child de 1996 de Mary Black
- Phil Coulter en su 2005 álbum Recollections
- Isabelle Boulay. Versión aparecida en su álbum De retour à la source, el cual estuvo nominado como uno de los cinco finalistas para losPremios Juno de 2008 para la categoría "Francophone Álbum del Año".
- Celtic Woman en el álbum Believe de 20122012 marcó el vigésimo aniversario de El corazón de Una Mujer. El aniversario fue celebrado con cuatro conciertos en el Olympia en Dublín, Irlanda. Eleanor McEvoy, Mary Coughlan, Sharon Shannon, Dolores Keane, Wallis Bird y Hermione Hennessy estuvieron en el cartel.

En abril de 2012, Kiera Murphy produjo el documental titulado Los Corazones de Nuestras Mujeres qué explora cómo El corazón de Una Mujer llegó a ser tan popular, así como el efecto que ha tenido en tres generaciones de mujeres. El documental es una producción de RTÉ Radio 1.
El Secreto de Vivir, escrito por McEvoy, fue publicado en julio de 2012 para celebrar el 20.º Aniversario del icónico El corazón de Una Mujer. La canción está cantada por McEvoy, Mary Coughlan, Sharon Shannon, Gemma Hayes, y Hermione Hennessey.

## Discografía
- Naqued Music - Moscodisc (MOSCD4014) febrero de 2016 Producido por Mick O'Gorman; mezclado por Ciaran Byrne; engineered por Dave Williams; mastered en Metrópoli, Londres por Tony Primos

- STUFF - Moscodisc (MOSCD4111) marzo de 2014 Producido por Mick O'Gorman, Eleanor McEvoy y Peter Beckett; mezclado por Ciaran Byrne; mastered por Ian Cooper en Estudios de Metrópoli excepto pista 11 mastered por Ray Staff

- Si Dejas... - Moscodisc (MOSCOD4010) marzo de 2013 Producido por Eleanor McEvoy y Mick O'Gorman; mezclado por Ciaran Byrne y Mick O'Gorman; mastered por Ian Cooper en Estudios de Metrópoli; cubierta de frente por Tim Staffell.

- Sólo – Moscodisc (MOSCD409) septiembre de 2011 Producido por Mick O'Gorman, Eleanor McEvoy, grabado por Dave Williams y Ciaran Byrne; mezclado por Ciaran Byrne y Mick O'Gorman; mastered por Ian Cooper.

- I'd Rather Go Blonde – Moscodisc (MOSCD408) septiembre de 2010 Producido por Mick O'Gorman, Eleanor McEvoy, y Peter Beckett; grabado por Ciaran Byrne; mezclado por Ruadhri Cushnan; mastered por Ian Cooper.

- Singled Out – Moscodisc (MOSCD406) septiembre de 2009 Varios Productores

- Love Must Be Tough – Moscodisc (MOSCD404) febrero de 2008 Producido por Peter Beckett y Mick O'Gorman

- Allí – Moscodisc (MOSACD 303) septiembre de 2006 Producido por Mick O'Gorman y Eleanor McEvoy

- Horas tempranas – Moscodisc / Market Square (MSM1SACD128) 2004 Producido por Brian Connor & Eleanor McEvoy

- Eleanor McEvoy Special Edición' – Market Square (MSMCD127) 2003 {Remastered Geffen álbum (ver abajo) con 4 pistas extras.} Producido por Pat Moran.

- Yola – Mosco (EMSACD1) 2001 Producido por Eleanor McEvoy y Brian Connor.

- Snapshots – Columbia (CK494598.2) 1999 Producido por Rupert Hine

- What's Following Me – Columbia (484233.2) 1996 Producido por Eleanor McEvoy y Kevin Moloney

- Eleanor McEvoy – Geffen (GEFC/GEFD24606)1993 Producido por Pat Moran. Ya no está disponible. Reemplazado por Edición Especial (ver arriba)

## Otros proyectos
OXFAM
En octubre de 2008, por invitación de Oxfam Irlanda, McEvoy visitó Uganda. Viajó a Kitgum, región de Uganda del norte y experimentó de primera mano los beneficios del proyecto de Oxfam Irlanda llamado Unwrapped, una iniciativa que envía ayudas significativas como aprovisionamientos de agua limpia y libros escolares a países en desarrollo por todas partes África. Esta visita proporcionó la inspiración para una canción nueva "Oh Uganda"
“Eleanor McEvoy Presenta”, Wexford Centro de Arte
“ELEANOR McEVOY PRESENTA” fue un proyecto para la reapertura del Wexford Centro de Arte en octubre de 2006.
En cuatro semanas, durante el Wexford Ópera Festival, McEvoy presentó algunos de sus intérpretes favoritos de música contemporánea.
El primer espectáculo del viernes 27 de octubre actuó McEvoy misma. Durante el espectáculo tocó con un conjunto tradicional junto con algún músico local: Brendan Wickham en la gaita, Pat Gough en el acordeón, y Niall Lacey en el Bazouki.
Los espectáculos de los viernes siguientes presentaron varios artistas diferentes muy admirados por ella como Andy Irvine, Luka Florece, Caroline Moreau, y Oleg Ponomarev.
Retrato por Robert Ballagh
El 20 de enero de 2012, un retrato de McEvoy pintado por el artista Robert Ballagh fue colgado en el National Concert Hall de Dublín, Irlanda
Concierto para Aung San Suu Kyi
El 18 de junio de 2012, McEvoy fue invitado por Amnistía Internacional para actuar en el Concierto para Aung San Suu Kyi en Dublín, Irlanda.